# Mýtikas (ort i Grekland, Epirus, Nomós Prevézis)
Mýtikas är en ort i Grekland.   Den ligger i prefekturen Nomós Prevézis och regionen Epirus, i den centrala delen av landet, 280 km väster om huvudstaden Aten. Mýtikas ligger 13 meter över havet och antalet invånare är 866.
Terrängen runt Mýtikas är platt. Havet är nära Mýtikas västerut.Runt Mýtikas är det ganska glesbefolkat, med 38 invånare per kvadratkilometer. Närmaste större samhälle är Preveza, 6,0 km sydost om Mýtikas. Trakten runt Mýtikas består till största delen av jordbruksmark.